# Prückler család

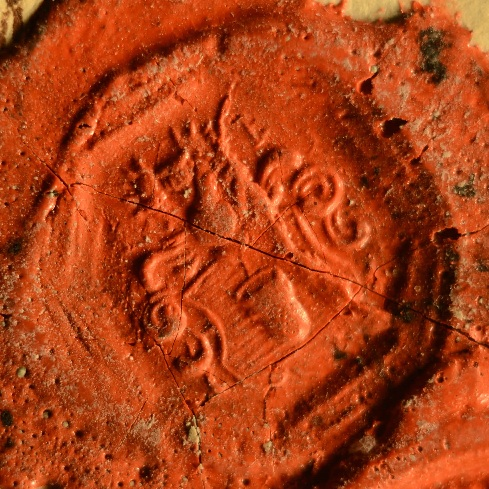
Prückler József Kalazancius (1778–1848) pékmester, választott pesti polgár, cs. kir. százados viaszpecsétje

A Prückler család egy régi római katolikus polgári származású stájerországi, illetve alsó-bajorországi család, amely a 18. században telepedett le Magyarországon.

## Története
A pesti nagypolgári család legkorábbi ismert tagja Stájerországban élt a kora középkorban; legkorábbi ismert említése 1352-ből való, amikor Jörg Prückler bányászati jogokat vásárolt Kainbachra a grazi plébániától. A család több évszázadon keresztül Graz környékén lakott, és egy 17. századi összeírás szerint a salzburgi származású Prückler Jakab, grazi festő 1659. július 21-én vette el Künstl Mária Magdalenát, Resch Wolfgang polgár, festő özvegyét. Ezeket a Prückler családbelieket nem lehet összekötni a jelenleg ismert források alapján a Magyar Királyságban élő, később az alsó-bajorországi Schwarzenbachból származó Prücklerekkel.

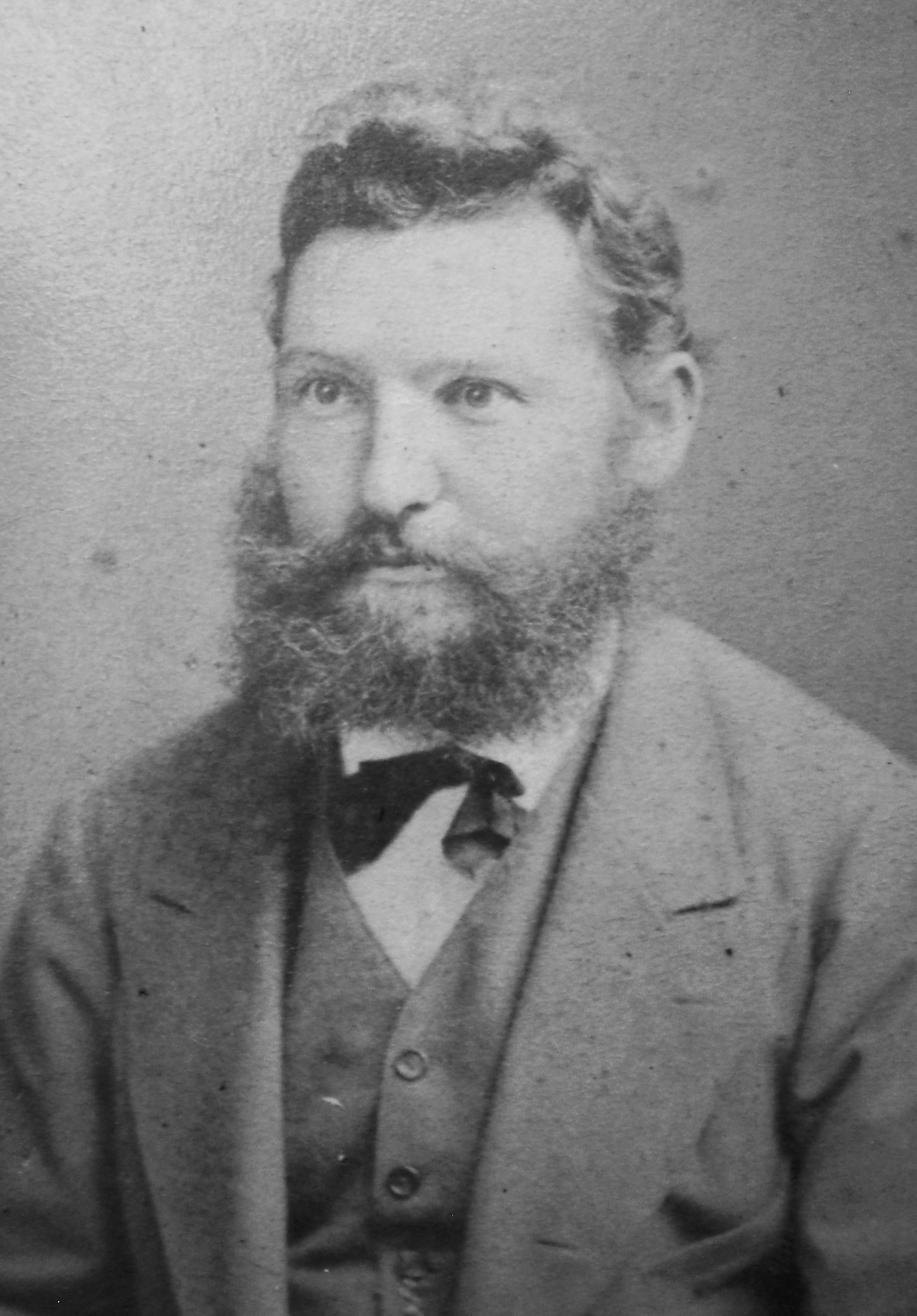
Ifjabb Prückler József (1804–1866) pékmester, a szabadságharc alhadnagya

Közel egy évszázaddal később Prückler Simon és Schatter Margit fia, Prückler Jakab (1744–1798) pékmester az alsó-bajorországi Schwarzenbachból költözött át a Magyar Királyságba. 1776. január 29-én a 32 éves nőtlen Prückler Jakab pékmester, bérháztulajdonos, a pesti plébániatemplomban házasságot kötött a 36 éves Hochecker Anna (1740–1823) özvegyasszonnyal. 1776. február 7-én Prückler Jakab megszerezte a pesti polgárjogot. Házasságukból egy gyermek született Pesten, aki megérte a felnőttkort: Prückler József Kalazancius (1778–1848) (latinul Josephus Calasansius) volt. Prückler József, pékmester, cs. kir. százados, három pesti bérház tulajdonosa, és választott pesti polgár volt. 1801. augusztus 10-én Prückler József Kalazancius szerezte meg a pesti polgárjogot; röviddel ezután 1803. június 3-án Pesten, feleségül vette a szintén pesti római katolikus polgári születésű Ottinger Klárát (1781–1826), Ottinger József (1736–1805) pékmester, pesti polgár, és Hohecker Klára (1749–1804) lányát. Ottinger József, pékmester, az alsó-ausztriai Lanzendorfból származott, és 1773. január 11-én szerezte meg a pesti polgárjogot; Ottinger József és Stentenmacher Klára 1773. február 23-án házasodtak össze Pesten, a Belvárosi plébániatemplomban. 1843-ban Prückler József nagy emeletes házát Pest belvárosában, a Kecskeméti, a Képíró és a Bástya utca által bezárt telekre (manapság Képiró utca 11-es szám) építtette. A mai Bajcsy-Zsilinszky út 56. szám alatt, 1828-ban építtette egy másik házát, de az Országúton (a mai Károly körúton, a 16. szám alatt) volt a legnagyobb értéket képviselő ingatlana, amely 18 000 akkori forintot ért, amikor halála után, 1848. március 20-án a hagyatéki leltárát felvették. Prückler József Kalaszancius halála után, az adósságok levonása után maradt 30 300 forintnyi örökséget a három fiú között egyenlő arányban osztották fel. Mint ősrégi német polgári család sarja, Prückler József használta családja címeres viaszpecsétjét: a pajzson egy dézsa (faedény), és a pajzs felett nyitott sisak, amelynek dísze egy azonos dézsa két sasszárny között látható. A sisakon nem volt korona, mivel az csak a nemesi címerek kiváltsága volt. A későbbiekben a fiai egyszerű monogramos viaszpecséteket használtak.
Prückler József nagy valószínűséggel igen tudatosan a három fiúgyermekét három különböző szakma felé terelte: Prückler József Ignác (1804–1866) pékmester, Prückler Ignác (1809–1876) fűszerkereskedő, pezsgőgyáros és János Nepomuk (1816–1897) kovácsmester lett.

### Prückler József ága

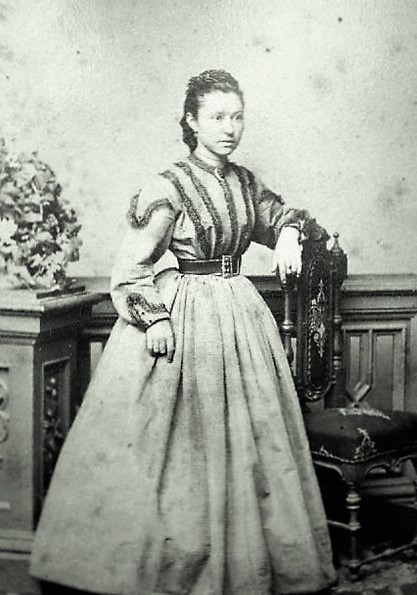
Topits Józsefné Prückler Klára (1833–1907), gyárosnő, a Topits József fia gőztésztagyár tulajdonosa; férje, Topits József alapította az ország első tésztagyárát

A legidősebb fia Prückler József Kalazanciusnak (1778–1848) és Ottinger Klárának (1781–1826) Prückler József Ignác (1804–1866) pékmester volt, aki 1831. január 17-én szerezte meg a pesti polgárjogot. Üzeme az édesapjától örökölt házában, a Képíró utca 11. szám alatt volt, és az 1848–49-es forradalom és szabadságharc alatt alhadnagyként szolgált a pesti gyalogos nemzetőrség 4. századánál. 1848-ban ifjabb Prückler József pékmester a Képíró u. 11, avagy Kecskeméti utca 15-ös szám alatti bérháza az ő tulajdonsa volt. Ifjabb Prückler József 1830. július 27-én Pesten vette feleségül a pesti Danner Annát (1809–1889), Danner Jakab német származású, budakeszi lakos, szappanfőző, és Schluker Katalin lányát; Danner Jakab 1803. június 10-én pesti választott polgárjogot szerzett. Prückler Józsefné Danner Anna fivére, Danner Alajos (1805–1889), Makón lakott és serháza volt. Danner Anna és Danner Alajos fivére, Danner Florián (1816–1870), pékmester, aki 1841. december 22-én pesti választott polgárjogot szerzett; valószínűleg rajta keresztül kerülhetett kapcsolatba Prückler József és a felesége Danner Anna.
Danner Anna több leány- és fiúgyermekkel ajándékozta meg Prückler Józsefet: az egyik fiuk az ágostai hitvallású Prückler Imre (1840–1918), állami tisztviselő 1889. március 23-án Budapesten feleségül vette a római katolikus Deletter Klementinát (1848–1924), akinek a szülei Deletter János, a nemzeti színház fodrásza, és Gartner Mária voltak. Prückler Imre szenvedélyes vadász volt; az 1875-ben megjelent Vadász és Versenylap című újság egyik kiadásában az közölték, hogy "Fővárosi vadászaink között, mint más években úgy ez idén is, Prückler Imre úr még legtöbbet lőtt, mert szerencsésebb napjai egyikén Soroksár határában egy délután 36 darab sár- és mezeiszalonkát ejtett el. A nevezett úr különben fürjvadászásban legjobban mutatja ügyességét, mert lőtt fürjei száma évente az 500 darabot meghaladja." Az 1885-ben létesített állatvédő egyesület alapító tagja is volt Prückler Imre. 1918. október 31-én szőrnyű utcai zavargások, fosztogatások történtek Budapesten a háború után. A hazafelé tartó Prückler Imre tisztviselőt ellökte a népáradat, arcán zúzódást szenvedett, a Rókus-kórházba került; rá 3 napra meghalt. Prückler Imre és Deletter Klementina fia Prückler Ferdinánd (1888–1961), villamosvasúti tisztviselő, akinek a neje Rózsás Ilona lett.
Prückler József és Danner Anna öt leánya férjhez ment helyi pesti polgárokhoz: Culmann Frigyes a dunai gőzhajói társaság tisztjéhez Prückler Mária Rozália Katalin (1834–1917); Culmann Frigyes egy régi budai polgári cukrasz dinasztiából származott, hiszen apja idősebb Culmann Frigyes Vilmos (1793–1861), és nagyapja Culmann György Fülöp (1751–1819) már híres cukrászok voltak a 19. század elején, azonban ő már nem folytatta a családi szakmát. Idősebb Culmann Frigyes Vilmos cukrász 1821. február 5-én szerezte meg a budai polgárjogát. Prückler Józsefnek és Danner Annának egy másik lánya, Prückler Eleonóra Emma (1842–1922), akinek a férje Temple Rezső (1827–1908), a trieszti általános biztosító társulat főtisztviselője, természettani tudós, és akinek számos külföldi természettudományi, gazdasági és állatvédő egyesületnek volt tiszteletbeli és levelező tagja. Tudományos működéséért általános tiszteletnek örvendett és a külföldön is nagyrabeesülték. Temple Rezső és Prückler Eleonora egyik fia, ifjabb Temple Rezső (1874–1945) ügyvéd, belügyminisztériumi államtitkár, országgyűlési képviselő, a Ferenc József-rend lovagja, a III. osztályú osztrák Vaskorona-rend tulajdonosa volt. Prückler József és Danner Anna további gyermekei: Prückler Anna (1836–1911), Pfeifer Ferdinánd könyvkiadó, könyvkereskedő neje lett; és Prückler Ilona Jozefa (1853–1935), annak az öccsének, Pfeifer István (1840–1909) szintén pesti könyvkereskedő házastársa. 1892-ben Pfeifer István és neje, Prückler Ilka vásárolták a budapesti Kossuth Lajos utca 7-es számú palotát és kétemeletes eklektikus stílusú bérháznak építtették át.
Prückler József és Danner Anna legidősebb lánya Prückler Klára Eleonóra Julianna (1833–1907), a legelőkelőbb házasságot kötötte az öt leánytestvér közül; 1853. július 19-én a pesti belvárosi plébániatemplomban Topits Józsefhez (1824–1876) ment férjhez, aki pesti választott polgár, Budapest fővárosi képviselő tag és a Topits József fia gőztésztagyárnak, az Első Magyar Gőztésztagyárnak az alapítója és tulajdonosa volt. Topits József a morvaországi eredetű Topits családból való volt, amelynek az aranykora az Osztrák–Magyar Monarchia alatt volt. Férje halála után Prückler Klára vezette a gőztésztagyárárát Topits Alajos József fiával együtt, amíg az ifjú nem vehette át ténylegesen a cég irányítását. Topits József halála után, özvegye prückler Klára 1878. április 11-én a belvárosi pesti római katolikus plébánián házasságot és öröklési szerződést kötött új férjével, a szintén római katolikus nagyváradi születésű Glatz Nándorral (1833–1909) jószág felügyelővel, akinek a szülei Glatz József (1790–1856) pesti kereskedő és Jónás Terézia (1794–1869) voltak. Glatz Nándor később cégvezetőként is tevékenykedett a tésztagyárban.
Prückler József és Danner Anna fia Prückler József (1839–1923), pékmester, aki 1872. február 3-án megérkezett az Amerikai Egyesült Államokba és Clevelandbe Ohio államában telepedett le; 1900. november 5-én szerezte meg az amerikai állampolgárságát. Időközben péküzemet hozott létre Clevelandben és Terre Haute városában, Indiana államában 1882. május 31-én feleségül vette a hamburgi származású Meier Sophie-t (1845–1936). Prückler József és Meier Sophie frigyéből született: Prückler Hildegard (1889–1946), aki hajadonként hunyt el, Prückler Emory Carl (1891–1966) villanyszerelő, benzinkúti eladó, valamint Koutnik Johnné Prückler Goldie Irene (1895–1976). Prückler Emory Carl személyében kihalt Prückler József és Danner Anna ága.

### Prückler Ignác ága

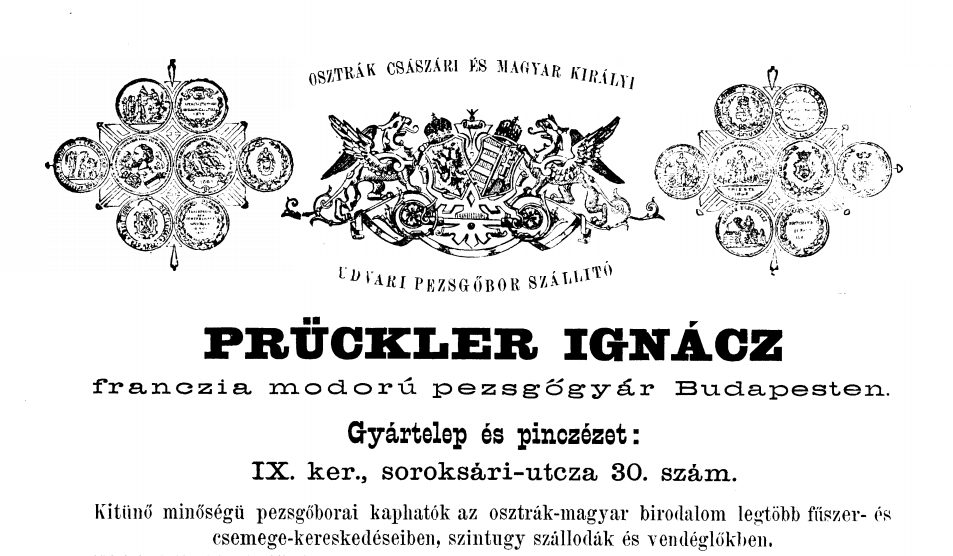
A Prückler Ignácz Magyarország első rum-, likőr- és pezsgőgyára reklámja, 1886-ból. Az ország első pezsgőgyára, amelyet 1834-ben Prückler Ignác alapított

Prückler József Kalazancius (1778–1848) és Ottinger Klára (1781–1826) másodszülött fia, Prückler Ignác Edvárd Jakab (1809–1876) a legsikeresebb volt a három fivér közül. Fűszerkereskedő volt, a magyar kereskedelmi bank, az osztrák nemzeti bank, az első hazai takarékpénztár és az első magyar általános biztosító társulat igazgató tanácsosa. 1834. június 21-én szerezte meg a pesti polgárjogot. 1834-ben, az első pezsgőgyárat ő alapította meg a Soroksári utca 30-as (ma: Ráday utca 30-as) szám alatt. A cég neve hivatalosan Prückler Ignácz Magyarország első rum-, likőr- és pezsgőgyára volt. Az a Prückler Ignác az 1873-as pesti adózók között szerepelt igen előkelő helyen. 1848-ban Prückler Ignác Pesten lakott, „a’ fejér farkashoz, kecskeméti utcán”. Felesége, a pesti katolikus családból való, Wagner Louiza (1815–1883) volt. A házasságukból öt gyermek született: Prückler Teréz (1845–1887), akinek a férje, Rupp Ignác (1835–1876) kereskedő volt; Prückler Paula (1842–1871), Mirth Antal (1828–1915) királyi ítélőtáblai birónak a felesége; Prückler Franciska (1843–1920), aki dr. petőfalvi Pleininger Ferenc (1835–1899) minisztériumi osztálytanácsos felesége volt; ifjabb Prückler Ignác (1840–1919); és Prückler László (1847–1929). A Károly körúti bérház idősebb Prückler Ignác özvegye, Wágner Lujza kezén maradt, és halála után, 1884-ben került négy gyermeke, valamint unokája tulajdonába.
Idősebb Prückler Ignác halála után, két fia vette át fűszerkereskedő cégét, valamint a Soroksári úti pezsgőgyárat. A gyümölcsöző pezsgőgyárnak köszönhetően, Prückler Lászlót (1847–1929) 1883 és 1888 között, az 1200 legnagyobb adófizető közül törvényhatósági bizottság tagjává választották Budapesten. A cég 1888 és 1918 között viselte az „udvari szállító” címet. Prückler László volt családjában az első, aki beleszólt a politikába; báró Kemény Gábornak, és az ő Kemény-féle pártjának az egyik főkortese volt. A Szabadelvű Párt 1884. május 22-én tartotta első gyűlését a Prückler-gyár udvarán. Az 1887-es országgyűlési képviselői választásokon önmagát ajánlotta Ferencváros és Kőbánya országgyűlési képviselőjének. Programbeszédében azt hangsúlyozta ki, hogy gróf Tisza Kálmán híve, a kereskedőket és a magyar iparcikkek népszerűsítésére buzdította, természetesen kiemelve a szesz- és malomipart. Pázmándy Dénes hatékony ellenpropagandát kezdett Prückler ellen, akinek nagy fiaskóval végződött a politikai kísérlete. 1888-ban Prückler lemondott törvényhatósági tagságáról, talán pénzügyi nehézségek, esetleg az 1887-es országgyűlési választásokon elszenvedett veresége miatt. Innentől fogva a vagyona folyamatosan kezdett apadni, majd 1897-ben a céget teljes egészében átadta társának, Bernardt Gyulának. Prückler László házastársa, Oberhauser Ilka (1856–1883) volt, akitől három leánya született: Prückler Lujza (1879–1917), noszlopi Noszlopy Aladár (1875–1958) fővárosi adóhivatali főtanácsos, székesfővárosi főjegyző, máltai lovag, felesége; Prückler Ilka (1861–1966), dr. Illyefalvi I. Lajos (1881–1944), statisztikus, kormányfőtanácsos, felesége; valamint Prückler Margit (1878–†?), akinek az első férje Kertész Nándor (1872–1918), kereskedő, majd ennek halála után 1920. augusztus 31-én Budapesten férjhez ment az elvált Kienast Ferenc (1879–1953) svájci főkonzulhoz, aki egyben hegymászó, budapesti kereskedő is volt.
Prückler László igen szenvedélyes vadász volt, ugyanakkor egyben az ország legbuzgóbb vadtenyésztőinek egyike. Az 1870-es évektől a Csepel-szigetet két társával, hosszú évekig vadászatra bérelte. Prückler László a nemzeti hajós-egylet tagja is volt, a Hattyú nevű kétsorevezős hajó az ő tulajdona volt. A lóversenyek szintén nagy rajongója Prückler olyan pezsgőt gyártott, amelynek a neve Kincsem volt, címkéjén a híres versenyló rajzával. A Kincsem pezsgőt, amelyet 1880-ban, az „Írók és művészek-társasága" egyik esztergomi kirándulása alkalmából Prückler ajánlott fel, maga Jókai Mór köszönte és nagy tisztelettel dicsérte meg.
Ifjabb Prückler Ignác (1840–1919) vitte tovább a családot; 1874. május 23-án a belvárosi pesti plébánián feleségül vette nemes Gonzalles Carolint (1851–1930), a Sopronban lakó nemes Gonzalles Károly (1816–1895), bécsi gépgyári mérnök, a büki cukorgyár alapítója, és steinselzi Exter Anna (1822–1901) leányát. Gonzales Károly nagycenki cukorgyáros 1870. november 14-én magyar nemességet és címert szerzett adományban I. Ferenc József magyar királytól. Prückler Ignác és nemes Gonzalles Carolin egyik gyermeke dr. Prückler Frigyes (1875–1950), fővárosi számvevőségi főtanácsos, aki elvette a nemesi származású varjasi Suhajda Rozáliát (1883–1969), akinek a szülei varjasi Suhajda József (1856–1941) királyi tanácsos, adófelügyelő helyettes, földbirtokos, és raggambi Fluck Aranka voltak; az utóbbi édesapja, pedig, raggambi Fluck Gusztáv (1832–1927) kormányfőtanácsos volt. A többi gyermeke ifjabb Prückler Ignácnak és Gonzalles Karoninnak Prückler Károly (1877–1891), valamint lányuk Prückler Szerafina (1880–1955), a soproni magán elemi iskola vezetője voltak. Prückler Frigyes 1944-ben Kisvölcseyre magyarosították a vezetéknevét; leszármazottjai mai napig élnek.

### Prückler János Nepomuk ága

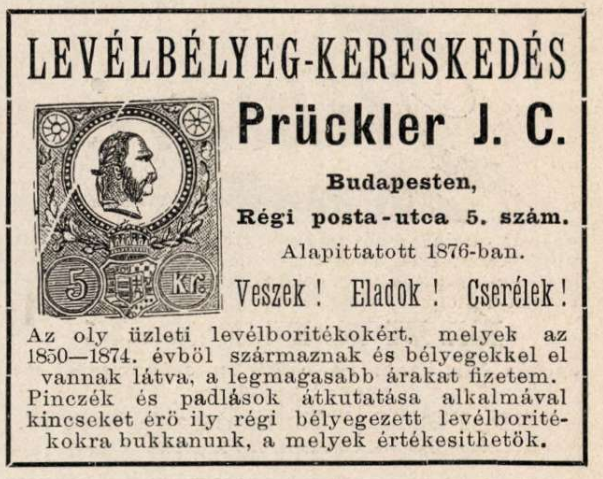
Prückler J. C. bélyegkereskedés reklámja, 1895-ből. A bolt Prückler Klára (1844–1918) Magyarország első bélyegkereskedőjéé volt

Prückler József Kalazancius (1778–1848) és Ottinger Klára (1781–1826) legfiatalabb gyermeke, Prückler János Nepomuk (1816–1897) volt. 1844. március 1-jén szerezte meg a pesti polgárjogot. 1873-tól tagja volt a fővárosi törvényhatósági bizottságnak mint az 1200 virislistából választott kétszáz tag egyike. Fiatal korában vándoréletet élt, ami édesapjával fennmaradt levelezéséből derül ki. 1836-ban a pesti Unger Ferencnél volt kovácslegény, azután Pozsonyban dolgozott egy kovácsmesternél, 1836 augusztusában és később, Sopronban kocsigyártónak tanult. Észak-itáliai és ausztriai körútra ment. 1837-ben Bécsbe költözött, ahol 1839 áprilisáig kovácslegényként tevékenykedett. Még abban az évben Matthias Brunnernél is volt Pozsonyban, majd dél-német területeken és Franciaországban fordult meg. Bécsben állatorvosnak tanult, és állatkórházban dolgozott, majd visszatérése után hamarosan pesti polgár és kovácsmester lett. 1848-ban Prückler János kovács az Üllői út 3-as szám alatt lakott. 1862-ben ferencvárosi, tiszteletdíjjal ellátott esküdt volt. 1842. február 2-án a pesti belvárosi plébánián feleségül vette Faltenmayer Máriát (1819–1905), Faltenmayer József, jómódú pesti nyergesmester, és Vögl Éva lányát. 1873-ban Prückler János Woita Donát építész tervezésével a Soroksári utca 24/139-es (ma: Ráday utca 23-as) egyszintes házát 3 szintes bérházzá alak itatta át.
Prückler János (1816–1897) és Faltenmayer Mária (1819–1905) frigyéből három gyermek született: Prückler József (1845–1876), aki 31 évesen öngyilkos lett, és Prückler Klára (1844–1918), aki Magyarország első bélyegkereskedését hozta létre 1876-ban, a budapesti Régi posta utca 5. szám alatt. A harmadik gyermek, volt az egyetlen aki megházasodott; Prückler Géza (1866–1909), banki könyvelő feleségül vette Kuszman Irmát (1867–1915), aki négy fiú- és két leánygyermeket adott neki, köztük: a jászberényi születésű Prückler Józsefet (1902–1984), aki neve megváltoztatása után Pórteleki József lett; Pórteleki József a jászok leleteinek régészeti neves kutatója volt. Prückler Gézának és Kuszman Irmának egy másik fia, a szintén jászberényi születésű dr. Prückler Géza (1894–1968), pénzügyi főtanácsos, t. zászlós, akinek a neje Rózsa Emília (1894–1973) volt.

## A család kiemelkedőbb tagjai
- Prückler Jakab (1744. július 17.–Pest, 1798. június 30.), pékmester, pesti választott polgár, bérháztulajdonos.
- Prückler József Kalazancius (Pest, 1778. szeptember 17.–Pest, 1848. január 15.) pékmester, pesti választott polgár, cs. kir. százados, bérháztulajdonos.
- Prückler József Ignác (Pest, 1804. április 12.–Pest, 1866. augusztus 30.) pékmester, az 1848–49-es forradalom és szabadságharc alatt alhadnagy, pesti választott polgár, bérháztulajdonos.
- Prückler Ignác Eduárd Jakab, idősebb (Pest, 1809. március 8.–Budapest, 1876. május 14.) fűszerkereskedő, pezsgőgyáros, igazgató tanácsos, pesti választott polgár, bérháztulajdonos.
- Prückler János Nepomuk Antal (Pest, 1816. június 8.–Budapest, 1897. október 9.), kovácsmester, fővárosi törvényhatósági bizottság tagja, pesti választott polgár, bérháztulajdonos.
- Prückler Klára Eleonóra Julianna (Belváros, Pest, 1833. február 25.–Budapest, 1907. február 26.), tésztagyárosnő. Férje, Topits József (1824–1876), a Topits József fia gőztésztagyárnak, Magyarország első gőztésztagyárnak a tulajdonosa.
- Prückler Klára (Józsefváros, Pest, 1844. május 29.–Budapest, 1918. november 2.) Magyarország első bélyegkereskedés-alapítója.
- Prückler Ignác István, ifjabb (Pest, 1840. augusztus 20.–Sopron, 1919. július 16.) fűszerkereskedő, pezsgőgyáros, bérháztulajdonos.
- Prückler László Vitusz Ferenc (Pest, 1847. május 30.–Budapest, 1929. június 27.), fűszerkereskedő, pezsgőgyáros, politikus, bérháztulajdonos.
- Dr. Prückler Frigyes Károly (Budapest, 1875. április 25.–Budapest, 1950. január 2.), fővárosi számvevő főtanácsos.
- Prückler (Pórteleki) József (Jászberény, 1902. június 8.–Budapest, 1984. június 18.) a jászok régészeti neves kutatója[64]